# Larinopoda gyrala
Larinopoda gyrala är en fjärilsart som beskrevs av Suffert 1904. Larinopoda gyrala ingår i släktet Larinopoda och familjen juvelvingar. Inga underarter finns listade i Catalogue of Life.